# The Underdog (Morten Nørgaard sang)
"The Underdog" er første single fra den danske sanger Morten Nørgaard, vinderen af X Factor 2017. Hans vindersingle var ude på de danske musiktjenester den 24. marts. 2017 efter semifinalen. Sangen var skrevet af Anders Grahn, Max Ulver, Oliver McEwan, Rasmus Seebach og Ankerstjerne og produceret af Oliver McEwan, Nicky Furdal, Rasmus Seebach & Ankerstjerne.